# Белый Холм (Смоленский район)
Белый Холм — деревня в Смоленском районе Смоленской области России. Входит в состав Дивасовского сельского поселения. По состоянию на 2016 год постоянного населения не имеет. 
Расположена в западной части области в 18 км к северо-западу от Смоленска, в 1,5 км севернее автодороги М1 «Беларусь». В 6 км южнее деревни расположена железнодорожная станция Куприно на линии Смоленск — Витебск. 

## История
В годы Великой Отечественной войны деревня была оккупирована гитлеровскими войсками в июле 1941 года, освобождена в сентябре 1943 года. 